# E.L. Doctorow
Edgar Lawrence Doctorow (6. januar 1931 - 21. juli 2015) var en amerikansk forfatter.

## Biografi
Edgar Lawrence ("E.L.") Doctorow blev født i Bronx, New York City, som søn af anden-generations amerikanere af russisk-jødisk herkomst. Moderen var pianist, faderen var musikforhandler. Efter studier i filosofi og litteratur debuterede han i 1960 som romanforfatter med Welcome to Hard Times. Han har sine romaner dyrket grænseområdet mellem dokumentarisme og fiktion og fik sit gennembrud i 1971 med The Book of Daniel (da. 1977) om retssagen mod de spionagesigtede Julius og Ethel Rosenberg og dens efterspil. I hans vel nok bedst kendte, Ragtime (1975, da. 1976; filmatiseret af Milos Forman i 1981), færdes historiske personer som Henry Ford, Harry Houdini, Emma Goldman og Sigmund Freud i en historie, der konfronterer sort og hvid, rig og fattig i USA i begyndelsen af 1900-tallet. Doctorow modtog flere store priser og var ved sin død regnet for en af de førende amerikanske forfattere. Hans sidste udgivelse blev Andrew's Brain (2014).

## Priser og nomineringer
Priser
- 1975 National Book Critics Circle Award for fiktion for Ragtime
- 1975 Arts and Letters Award for Ragtime
- 1986 National Book Award for World's Fair
- 1990 PEN/Faulkner Award for Billy Bathgate
- 2005 National Book Critics Circle Award for fiktion for The March
- 2006 PEN/Faulkner Award for The March

Nomineringer
- 1971 Nomineret til National Book Award for The Book of Daniel
- 1980 Nomineret til National Book Award for Loon Lake
- 1990 Finalist til Pulitzerprisen for Billy Bathgate
- 2006 Finalist til Pulitzerprisen for The March
- 2005 Nomineret til National Book Award for The March
- 2009 Finalist til Man Booker prisen for Homer and Langley

## Filmatiseringer
- 1967 Manden som red ind i Dakota (Welcome to Hard Times/Killer on a Horse), instrueret af Burt Kennedy og med bl.a. Henry Fonda og Janice Rule i rollerne
- 1981 Ragtime, instrueret af Milos Forman og med bl.a. James Cagney og Howard E. Rollins i rollerne
- 1983 Daniel, instrueret af Sidney Lumet og med bl.a. Timothy Hutton og Amanda Plummer i rollerne
- 1991 Billy Bathgate, instrueret af Robert Benton og med bl.a. Dustin Hoffman, Nicole Kidman og Loren Dean i rollerne